# Alois Metelák
Alois Metelák (16. září 1897 Martinice – 4. listopadu 1980 Železný Brod) byl architekt, malíř, sklářský výtvarník, pedagog a ředitel Střední uměleckoprůmyslové školy sklářské v Železném Brodě. Patří mu zásluha o moderní výtvarnou orientaci železnobrodské školy a jejího odborného renomé doma i v zahraničí. Je řazen k významným architektům funkcionalismu.

## Životopis
Alois Metelák pocházel z rodiny domácího soustružníka dřeva (dýmkaře) a měl být pokračovatelem otcovy živnosti. Roku 1910 rodinu během tyfové epidemie navštívil okresní lékař MUDr. V. Barkman, který si všiml jeho talentu a zprostředkoval mu další vzdělání na měšťanské škole v Poličce a poté studium na Uměleckoprůmyslové škole v Praze. Barkman ho po celou dobu studia finančně podporoval a Metelák mu svou vděčnost projevoval až do smrti. Byl velmi pracovitý a cílevědomý a patřil k dvanácti studentům z původních 60 uchazečů, kteří na škole po prvním semestru pokračovali ve studiu. Roku 1913 byl nejprve v malířské škole prof. E. Dítě a A. Hofbauera, poté do roku 1916 u Františka Kysely. Na jeho doporučení přešel do speciální školy pro architekturu k Josipu Plečnikovi, kde studium roku 1920 zakončil. S Plečnikem a později také s grafikem Jaroslavem Vodrážkou putoval za lidovou architekturou na Východní Slovensko.
Od roku 1920 byl profesorem na Zemské odborné škole pro zpracování dřeva a kovů v Litomyšli. Odtud byl po roce přeložen do Zemské průmyslové školy v Mladé Boleslavi. Napsal zde učební text Nauka o tvaru pro 1. ročník řemeslnické školy. Roku 1923 se v Jablonci nad Nisou seznámil s tamní bižuterní a sklářskou výrobou a v září roku 1924 byl Ministerstvem školství a národní osvěty jmenován prozatímním správcem nově založené Státní odborné školy sklářsko-obchodní v Železném Brodě nejprve na zkušební rok a ředitelem školy definitivně 21. října 1925. Během jeho ročního působení se mu podařilo pozvednout úroveň školy natolik, že již roku 1925 představila své sklo na Světové výstavě uměleckoprůmyslových výrobků v Paříži a získala celkem 6 ocenění (A. Metelák za návrhy z doby působení v Mladé Boleslavi a její zakládající pedagog Jaroslav Brychta Grand Prix za své skleněné figurky).
Když byla roku 1925 dokončena stavba školy, Metelák již měl sestaven kvalitní pedagogický sbor z absolventů pražské Uměleckoprůmyslové školy (Ladislav Přenosil, Zdeněk Juna, Oldřich Žák). V průběhu 20. a 30. let škola často vystavovala v zahraničí. Na Světových výstavách v Bruselu (1935) a v Paříži (1937) získala Grand Prix za expozici skla. Roku 1932 se změnil název školy na Státní československá odborná sklářsko-obchodní škola v Železném Brodě a od téže doby se ve škole konaly každoročně v letních měsících výstavy skla. Metelákovi se podařilo provést školu i hospodářskou krizí ve 30. letech, aniž by musel omezit výuku a propustit pedagogy. Roku 1934 byl stipendistou Svazu československého díla a pracoval v Rücklově sklárně v Nižboru. Za Protektorátu v letech 1939–1945 byla jedinou sklářskou průmyslovou školou na českém území.
Aloisi Metelákovi se jako řediteli nedařilo získat na Ministerstvu stálé pracovní smlouvy pro pedagogy, na kterých mu záleželo (Božetěch Medek, Miloslav Janků), ani dodatečné finance na výstavy, které byly pro prezentaci školy zcela zásadní. Někteří zaměstnanci mu vyčítali, že odvádějí práci navíc, aniž by za ni dostali zaplaceno. Po komunistickém převratu v únoru 1948 ho obvinili z nedostatku „sociálního cítění“ a na popud členů KSČ ho funkce zbavili. Po nuceném odchodu působil do ledna 1952 jako pedagog na Vyšší škole uměleckého průmyslu klenotnického v Turnově.
Roku 1952 byl pro údajnou nadbytečnost propuštěn a jelikož nedostal další nabídku uplatnění ve školství, požádal o invalidní důchod. Roku 1953 mu na anonymní udání jako „horlivému přisluhovači kapitalismu a nepříteli pracujícího lidu” byl tento důchod snížen na 400 Kč a trvalo půl roku, než odvolací komise verdikt zrušila.
Před rokem 1948 podnikl studijní cesty do Itálie (1921), Německa (1922), Podkarpatské Rusi a na Slovensko (1923, 1924), Francie, Belgie a Londýna (1925), Švédska, Dánska a Norska (1926), Itálie a Rakouska (1927), Německa a Holandska (1928), Francie a Španělska (1929), Německa, Dánska a Švédska (1931), Francie (1932), Kodaně a Švédska (1933), Belgie (1935), Itálie, Lublaně a Vídně (1936), Francie (1937), Kodaně a Švédska (1947). V 60. letech navštívil Jugoslávii (1966, 1968).
V letech 1926–1948 se podílel na budování a úpravě Muzea v Železném Brodě a od roku 1934 byl předsedou tamního Muzejního spolku. V letech 1931–1938 řídil obrazovou část časopisu Sklo a bižuterie. Publikoval články v časopisech Sklo a bižuterie, Horizont, Měsíc, Beseda, Pestrý týden, Tvar, Československo, Umění a řemesla, Czechoslovak Glass Review, Sklář a keramik aj.
Umělecký přínos a význam Aloise Meteláka jako ředitele školy znovu ocenili historikové umění Raban, Hetteš, Pečírka, Pohribný a Langhamer články v tisku koncem 50. a v průběhu 60. let (souhrn ve stručném katalogu z roku 1967). Roku 1967 při příležitosti 70. narozenin mu byl udělen titul zasloužilý umělec, navzdory protestům organizace KSČ v železnobrodské škole. Zemřel 4. listopadu 1980, krátce po své poslední výstavě v Oblastní galerii v Liberci. Jeho synové Milan a Luboš jsou rovněž sklářskými výtvarníky. Luboš Metelák se podílel na realizaci některých děl Aloise Meteláka.

### Ocenění (výběr)
- 1925 – diplom a stříbrná medaile, Světová výstava uměleckoprůmyslových výrobků v Paříži
- 1926 – První cena, soutěž ČOS na sklo
- 1928 – dvě 1. a 2. ceny v soutěži na broušené a souborové sklo
- 1935 – Čestný diplom, Světová výstava v Bruselu
- 1936 – 2. a 3. cena za monumentální skleněný předmět pro Světovou výstavu v Paříži 1937
- 1940 – Grand Prix, Trienále skla v Miláně
- 1967 – zasloužilý umělec[12][15]

## Dílo

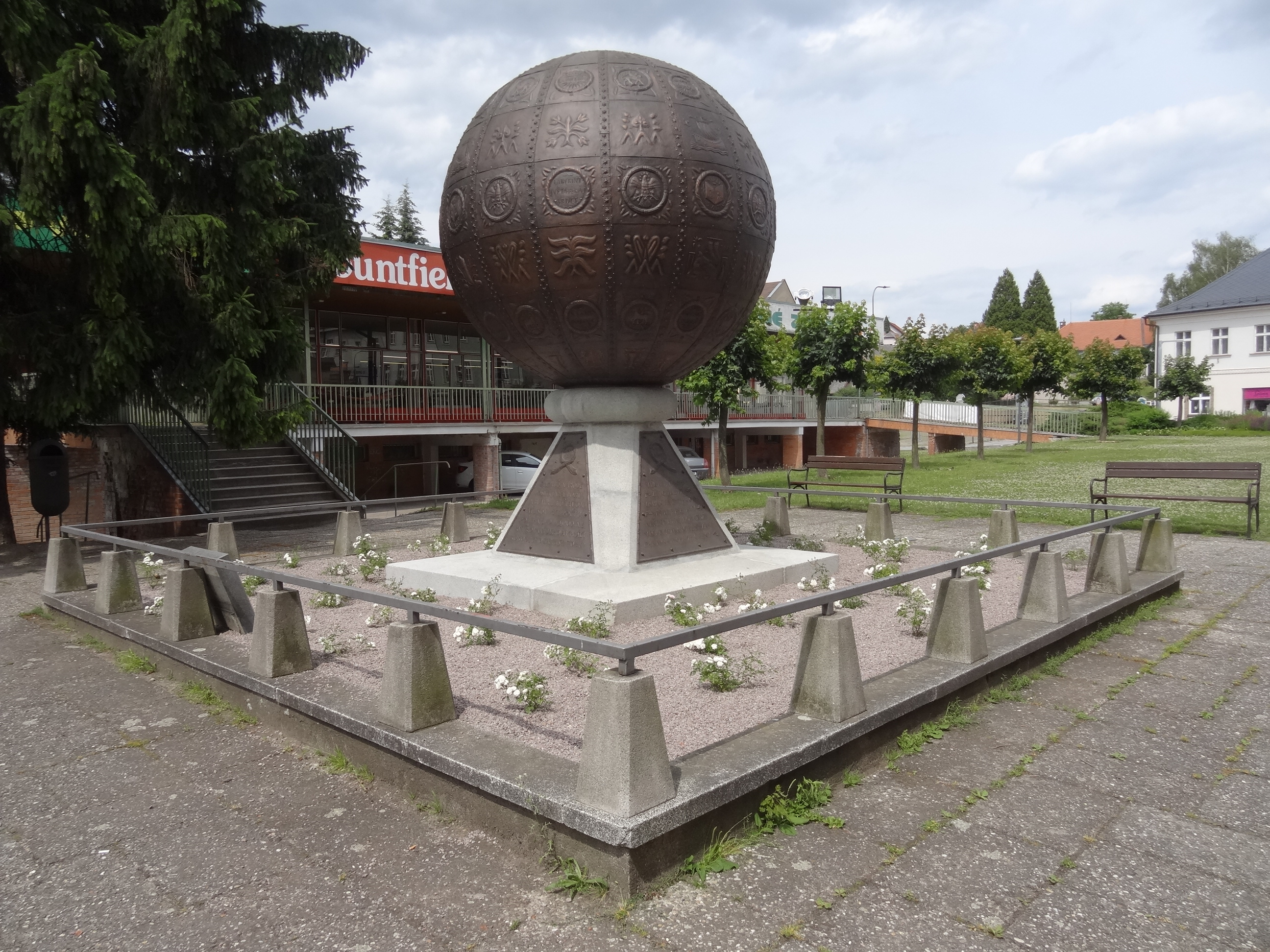
Alois Metelák. pomník J. A. Komenského na Komenského náměstí v Litomyšli

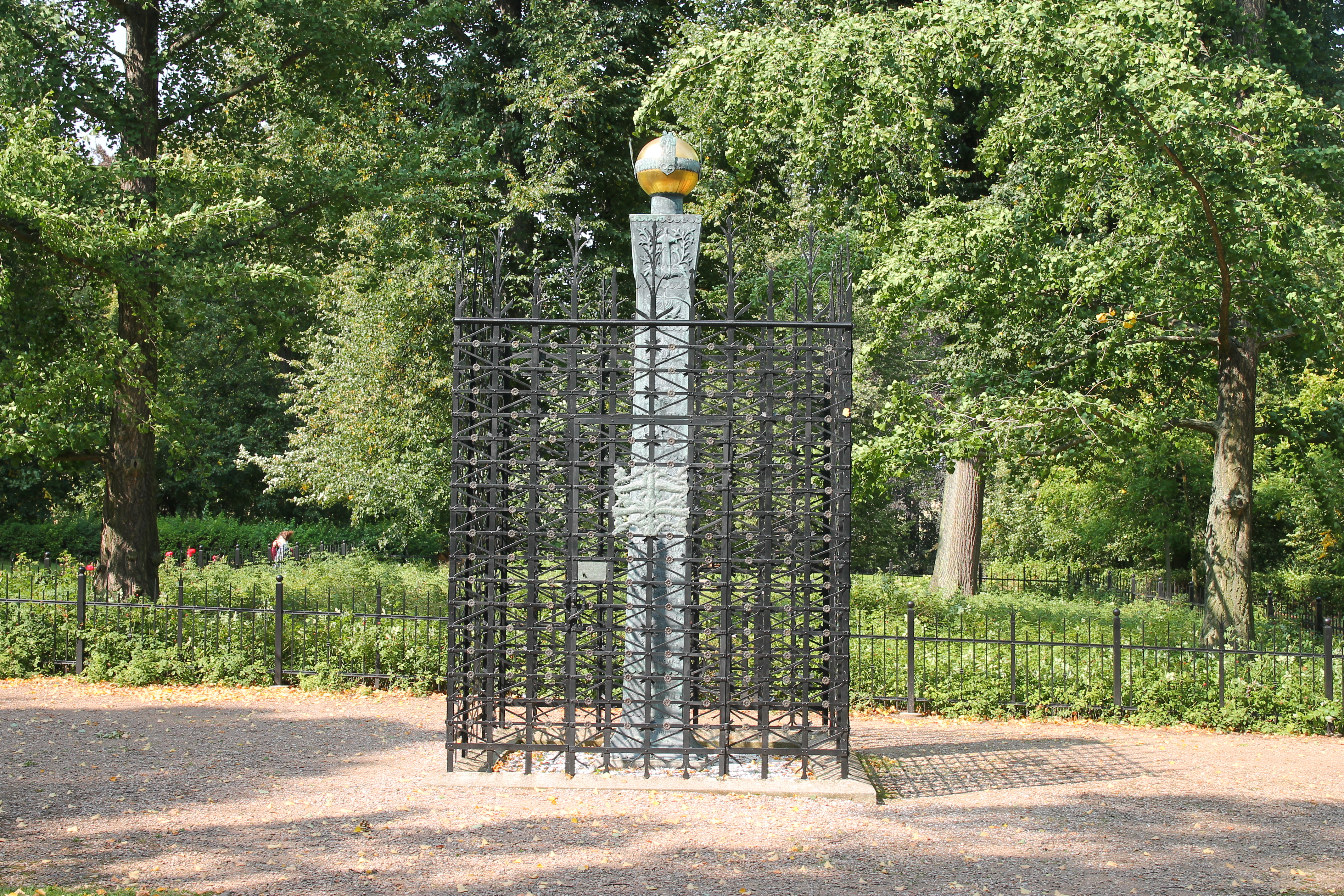
Alois Metelák, Památník českým bratřím na Růžovém paloučku

Alois Metelák se již během studia účastnil architektonických soutěží (Vinohradský kostel a úprava nám. Jiřího z Poděbrad, Památník padlým - se sochařem B. Stefanem), navrhoval nábytek a interiéry nebo vzory upomínkových předmětů z kovu, dřeva, keramiky a skla. Vytvořil projekt Národopisného muzea československého a pavilonu lidového umění v Praze, navrhl vlajku pro uvítání T. G. Masaryka ve vlasti a reprezentační salonek pro ministra zahraničí. Spolu s arch. A. Dryákem upravil stadion na Letné pro Všesokolský slet.
V Litomyšli navrhoval nábytek i náhrobní kameny, vytvořil památník J. A. Komenského, Památník českým bratřím na Růžovém paloučku u Újezdce (1921, z mědi dovezené legionáři z Ruska) a projekt vily pro továrníka Kusého ve Skutči.
V Mladé Boleslavi se zabýval zejména architektonickými návrhy (průmyslové školy v Mladé Boleslavi a Kutné Hoře), návrhy nábytku, bytových doplňků (vykládaná zástěna, 1923, vystavena v Paříži 1925), lustrů, plakátů, diplomů nebo sokolského praporu.
Po příchodu do Železného Brodu dal jako pedagog a ředitel sklářské škole potřebný dlouhodobý program a vytvořil z ní středisko nové a moderní sklářské tvorby. Sám vedl oddělení broušení skla, pro které vytvářel vzory. Navrhoval také základní tvary skleněných výrobků, které žáci zušlechťovali rytím v dílně L. Přenosila nebo malbou u prof. Juny. Sklo objednával v deseti sklárnách, protože škola svou vlastní huť neměla. Podle jeho návrhů byly ve školních dílnách zhotoveny stovky váz, mís, reprezentačních pohárů a nápojových souprav.
Jeho výtvarný styl se v průběhu let měnil od počátečního ovlivnění kubismem a výtvarným stylem Artělu, přes funkcionalismus až k poetismu 30. let, který byl ovlivněn citovou atmosférou doby a vzrůstajícím národním uvědoměním v reakci na politický vývoj v Německu a nebezpečí fašismu. Byl dobře obeznámen se sklářstvím benátským, francouzským, německým a švédským, domácí i evropskou architektonickou avantgardou i se zásadami německého Bauhausu. Razil požadavek funkčnosti a přehlednosti, obrysově jasných hladkých tvarů a střídmého a tlumeného barevného ladění. Již před rokem 1930 se poučil z progresivního švédského sklářství, opustil ornament a nádoby zušlechťoval hranováním nebo rytmickým členěním povrchu jednoduchým brusem, respektujícím tvar. Jeho tvůrčí doménou se stalo broušené sklo, které svou potřebou přísného řádu bylo blízké jeho architektonickému cítění. Kromě toho se zabýval dekorativním foukaným sklem. Byl autorem dvou nápojových souborů z tenkého foukaného skla, které pak několik let vyráběly sklárny v Harrachově a Dobroníně (Inwald). Soubor z roku 1928 byl průkopnickým činem výtvarníka při designu skla denní potřeby a prodával se v Krásné jizbě v Praze jako jeden z prvních souborů Družstevní práce.
Roku 1925 architektonicky upravil objekt vodovodu v Železném Brodě a roku 1927 naposled obeslal architektonickou soutěž (kostel sv. Václava ve Vršovicích) a získal jedno z ocenění. Roku 1930 se k 10. výročí školy v Železném Brodě konala velkolepá Jubilejní výstava československého skla a bižuterie, kterou shlédlo asi 155 000 návštěvníků a měla recenze i v zahraničním tisku. Alois Metelák pro ni navrhl výstavní pavilony a 18 prodejních stánků. Počátkem 30. let byla před školou odhalena socha T. G. Masaryka (autorem byl František Bílek) podle architektonického návrhu Aloise Meteláka. Ve stráni nad školou vyprojektoval čtvrť funkcionalistických vil, které se přezdívá „železnobrodský Bauhaus“. V Železném Brodě a okolí byl autorem několika dalších domů, včetně vlastní vily, památníků válek, náhrobků a soklů.
Během působení na šperkařské škole v Turnově vytvořil v letech 1948–1952 velké množství vzorů rytin s motivy Českého ráje. V následujících letech spolupracoval s Ústředním výtvarným střediskem průmyslu skla a keramiky v Praze a s n.p. Železnobrodské sklo, ale do výroby se dostalo jen několik jeho návrhů (nápojový soubor a několik broušených váziček). Navrhoval šperky pro družstvo Soluna, obesílal soutěže na plakáty, letáky a loga, spolupracoval s Městským muzeem i s divadlem, pro které navrhoval plakáty a scény. Jeho poslední prací byl návrh praporu pro hudbu Hradní stráže (1978). Od počátku 50. let se vracel ke krajinářské malbě, pro kterou čerpal náměty v Železném Brodě a v Pojizeří.

### Realizace
- 1921 – Památník J. A. Komenského, Litomyšl
- 1921 – Památník českým bratřím na Růžovém paloučku u Újezdce
- 1928 – Památník „Osvobození” v Železném Brodě
- 1930 – Památník padlým v I. světové válce v Železném Brodě
- 1936 – Fontána z leptaného a broušeného skla pro dvoranu Spořitelny v Železném Brodě[28]
- 1937 – Světelná sloupová stěna pro Světovou výstavu v Paříži

### Architektura (výběr)
- 1921 – vila Josefa a Cecílie Kusých ve Skutči
- 1930 – výstavní pavilony Jubilejní výstavy skla a bižuterie
- 30. léta – soubor funkcionalistických vil v Železném Brodě

1931 – vila Metelákova
1934 – vila Junova
1939 – vila manželů Noskových

### Zastoupení ve sbírkách (výběr)
- Uměleckoprůmyslové muzeum v Praze
- Moravská galerie v Brně[30]
- Severočeské muzeum Liberec
- Muzeum skla a bižuterie Jablonec nad Nisou
- Východočeské muzeum v Pardubicích
- Městské muzeum Železný Brod

### Výstavy

#### Autorské
- 1963/1964 – Alois Metelák: Sklo z let 1924-1963, Uměleckoprůmyslové museum, Praha
- 1967 – Alois Metelák: Životní dílo: architektura, sklo, kresby, Muzeum skla a bižuterie v Jablonci nad Nisou
- 1969 – Alois Metelák, Regionální muzeum v Litomyšli
- 1974 – Alois Metelák: Jubilejní výstava skla a kreseb, výběr z životního díla, Muzeum dělnického hnutí, Semily
- 1977 – Alois Metelák: Kresby, pastely, Muzeum Proseč
- 1979 – Alois Metelák: 60 let výtvarné práce, Malá Skála
- 1980 – Alois Metelák: Kresby, pastely, Oblastní galerie v Liberci
- 1998 – Alois Metelák, Pražský hrad, Síň pod Plečnikovým schodištěm, Praha
- 2015 – Alois Metelák: k 90. výročí jmenování ředitelem sklářské školy, Železný Brod[31]

#### Skupinové (výběr)
- 1921/1922 – I. výstava uměleckého průmyslu československého, Uměleckoprůmyslové museum, Praha
- 1923/1924 – II. výstava uměleckého průmyslu československého, Uměleckoprůmyslové museum, Praha
- 1925 – Exposition internationale des arts décoratifs et industriels modernes, Espace Eiffel Branly, Paříž
- 1926 – Sklo, Kodaň, Curych
- 1927 – Sklo, Hamburg, Stuttgart, Lipsko
- 1928 – Výstava soudobé kultury v Brně, Obchodně - průmyslový palác, Brno, Sklo, Kolín nad Rýnem
- 1929 – Sklo, Barcelona
- 1931 – Tjeckoslovakisk arkitektur och konstindustri, Stockholm
- 1931 – Státní odborná škola sklářská pro průmysl sklářský v Železném Brodě, Výstaviště, Brno, Sklo, Bern, St. Gallen, Winterthur, Stockholm, Strassbourg
- 1933/1934 – Celostátní výstava československého skla v Praze, Uměleckoprůmyslové museum, Praha
- 1934 – Sklo, Amsterdam
- 1935 – Padesát let výtvarné práce (Architektura, byt, užité umění 1885-1935), Uměleckoprůmyslové museum, Praha, Sklo, Brusel Belfast, Dublin
- 1936 – Sklo, Milano, Utrecht
- 1937 – Světová výstava v Paříži, Jeruzalém, 14 měst Bornea, Jávy a Sumatry
- 1940 – Za novou architekturu, Uměleckoprůmyslové museum, Praha, Trienále skla, Milano
- 1955 – Současné sklo (Deset let práce československých výtvarníků), Severočeské muzeum p.o., Liberec
- 1958 – Uměleckoprůmysloví výtvarníci Libereckého kraje, Národní technické muzeum v Praze, pobočka v Jablonci nad Nisou
- 1959/1960 – IV. přehlídka československého výtvarného umění, Praha
- 1960 – Výtvarníci k 15. výročí ČSR, Krajská galerie, Liberec
- 1965 – Ryté sklo: První přehlídka soudobé tvorby, Moravská galerie v Brně
- 1965 – Výtvarní umělci k výročí 20 let ČSSR, Dům U Hybernů, Praha
- 1967 – Expo Montreal
- 1969 – 50 let českého užitého umění a průmyslového výtvarnictví, Mánes, Praha
- 1969 – 50 Jahre der Tschechischen angewandten Kunst und Industrial Design, MAK - Österreichisches Museum für angewandte Kunst / Gegenwartskunst, Vídeň
- 1970 – Současné české sklo, Mánes, Praha
- 1970 – Zamiary i zapasy: 50 lat czeskiej sztuki stosowanej i plastyki przemysłowej, Muzeum Śląskie, Wrocław
- 1977 – Umělecké sklo 1977. Oborová přehlídka současné sklářské tvorby, Praha
- 1978 – Český funkcionalismus 1920–1940, Uměleckoprůmyslové museum, Praha, Moravská galerie v Brně
- 1980 – Trienále řezaného skla, Uměleckoprůmyslové muzeum, Brno
- 1980 – Art deco: České sklo kolem roku 1925, Sklářské muzeum v Novém Boru
- 1981 – Czechoslovakian Glass 1350–1980, The Corning Museum of Glass, Corning
- 1985 – Sto let českého užitého umění: České užité umění 1885–1985 ze sbírek Uměleckoprůmyslového muzea v Praze k stému výročí založení muzea, Uměleckoprůmyslové museum, Praha
- 1988/1989 – Tschechische Kunst der 20er und 30er Jahre: Avantgarde und Tradition, Mathildenhöhe Darmstadt, Darmstadt
- 1989/1990 – Verres de Bohême: 1400–1989 chefs-d'œuvre des musées de Tchécoslovaquie, Musée des Arts décoratifs, Paříž
- 1993 – České art deco, Uměleckoprůmyslové museum, Praha
- 1994 – Sklo 20. století, Východočeské muzeum, Pardubice
- 1994 – Bohemian Glass – From Gothic to Art Deco, Takashimaya Nihonbashi, Tokio, Takashimaya Grandhall, Namba, Osaka, Takashimaya Gallery, Yokohama, Takashimaya Grandhall, Kjóto
- 1996 – Art deco Boemia 1918–1938, Padova
- 1996/1997 – Čeští žáci architekta Josipa Plečnika, Východočeská galerie, Pardubice
- 1996/1997 – Užité umění 60. let, Uměleckoprůmyslové muzeum, Brno
- 1998/1999 – České art deco 1918–1938, Obecní dům, Praha, Místodržitelský palác, Brno, Setagaya Art Museum, Tokio
- 2005 – Czech 100 Design Icons, Stilwerk, Berlín
- 2010 – SKLO.KLASIK, Letohrádek královny Anny (Belveder), Praha
- 2011 – Moravská národní galerie: 194 let od založení, Místodržitelský palác, Brno
- 2012/2013 – Z Nového Světa do celého světa: 300 let harrachovského skla, Uměleckoprůmyslové museum, Praha, Západočeské muzeum, Plzeň, Muzeum skla a bižuterie v Jablonci nad Nisou
- 2015 – Umění Pojizeří: 55, Muzeum a Pojizerská galerie Semily
- 2016 – Sen a skutečnost: 30 let Sbírky architektury Národní galerie v Praze, Veletržní palác, Praha
- 2018/2019 – Krásná jizba dp 1927–1948: Design pro demokracii / Design for Democracy, Uměleckoprůmyslové museum, Praha
- 2018/2019 – Dva v jednom: Design českého a slovenského skla 1918–2018, Muzeum skla a bižuterie v Jablonci nad Nisou

### Publikace a články
- Metelák Alois (ed.), Výstava uměleckého skla v Železném Brodě, 1933
- Alois Metelák, Eisenbroder Glas / Železnobrodské sklo, Kunstsalon Melantrich, 1943
- Alois Metelák: Z historie sklářské školy v Železném Brodě (text z r. 1961), in: Jizerská kóta 0428, 1996, s. 76–81
- Alois Metelák, Alois Chvála, Vzpomínky na Františka Kyselu, Josipa Plečnika a Aloise Pižla, soukromý tisk 1969

### Diplomová práce
- Michaela Vacatová, Dějiny vybraného regionálního muzea (Městské muzeum v Železném Brodě), diplomová práce, FPHP, TU Liberec 2011 on-line

### Autorské katalogy
- Alena Adlerová: Alois Metelák - Sklo z let 1924 - 1963, Národní galerie v Praze 1963
- Zasloužilý umělec arch. Alois Metelák, Turnov 1967
- Antonín Langhamer: Alois Metelák: Životní dílo: architektura, sklo, kresby, Muzeum skla a bižuterie v Jablonci nad Nisou 1967
- Alena Adlerová a kol., Alois Metelák, Regionální muzeum v Litomyšli 1969
- Jan Kapusta, Sklo Aloise a Luboše Meteláka a tradice sklářství na Prosečsku, Městské muzeum a galerie v Poličce 1974
- Jan Kapusta, Prosečsko a české sklo, MNV Proseč u Skutče 1975
- Antonín Langhamer: Alois Metelák, JKP v Chrudimi 1976
- Antonín Langhamer: Alois Metelák: 60 let výtvarné práce, Místní národní výbor, Malá Skála 1979
- Antonín Langhamer: Alois Metelák: Kresby, pastely, Oblastní galerie Liberec 1980
- Antonín Langhamer: Alois Metelák: k 90. výročí jmenování ředitelem sklářské školy, (kat. výst.), Železný Brod 2015

### Souborné katalogy a publikace (výběr)
- Pavel Janák, I. výstava uměleckého průmyslu československého, Svaz československého díla, Praha 1921
- Vilém Dvořák a kol., II. výstava uměleckého průmyslu československého, Svaz československého díla, Praha 1923
- Exposition internationale des arts décoratifs et industriels modernes, Paříž 1925
- Karel Vladimír Herain a kol., Výstava soudobé kultury v Brně, Svaz československého díla, Praha 1928
- Karel Vladimír Herain, Tjeckoslovakisk arkitektur och konstindustri, Stockholm, Svaz československého díla, Praha 1931
- Václav Čtyřoký, Antonín Heythum, Katalog Celostátní výstavy československého skla v Praze, Uměleckoprůmyslové museum, Praha 1933
- František Xaver Jiřík, Průvodce sbírkou skla, Uměleckoprůmyslové museum, Praha 1933
- František Xaver Jiřík, České sklo, Praha 1934
- František Xaver Jiřík, Kniha o skle, Praha 1934
- Karel Vladimír Herain, Jaromír Pečírka, Zdeněk Wirth, Padesát let výtvarné práce (Architektura, byt, užité umění 1885-1935), Uměleckoprůmyslové museum, Praha 1935
- Výstava Za novou architekturu, Uměleckoprůmyslové museum, Praha 1940
- Karel Hetteš, Současné sklo (Deset let práce československých výtvarníků), Severočeské muzeum Liberec 1955
- Václav Formánek, V. přehlídka československého výtvarného umění (1959-1960), Svaz československých výtvarných umělců, Praha 1959
- Jiřina Medková, Ryté sklo: První přehlídka soudobé tvorby, Moravská galerie v Brně 1965
- Karel Hetteš, Wilhelm Mrazek, 50 Jahre der Tschechischen angewandten Kunst und industrial design (Meilensteine der Entwicklung in den Jahren 1918 - 1968), MAK - Österreichisches Museum für angewandte Kunst / Gegenwartskunst, Vídeň 1969
- Karel Hetteš, 50 let českého užitého umění a průmyslového výtvarnictví (Mezníky vývoje v letech 1918-1968), Svaz československých výtvarných umělců, Praha 1969
- Eva Matyášová (ed.), České art deco, Uměleckoprůmyslové museum v Praze 1993
- Antonín Langhamer, Legenda o českém skle / The Legend of Bohemian Glass / Legende vom böhmischen Glas, 292 s., TIGRIS spol. s r. o., Prštné, Zlín 1999, ISBN 80-86062-02-3
- Zdeňka Laštovičková, Střední uměleckoprůmyslová škola sklářská Železný Brod 2001–2005, SUPŠS Železný Brod 2005
- 100% Sklo, text Antonín Langhamer, Milan Hlaveš, UPM v Praze, SUPŠS Železný Brod 2010, ISBN 978-80-7101-086-9

### Encyklopedie
- Emanuel Poche (ed.), Encyklopedie českého výtvarného umění, Academia 1975
- Toman Prokop, Nový slovník československých výtvarných umělců (II. díl; L - Ž), Výtvarné centrum Chagall, Ostrava 1993, ISBN 80-900648-4-1
- Anděla Horová (ed.), Nová encyklopedie českého výtvarného umění (A-M), Academia, 1995, ISBN 80-200-0521-8, 80-200-0536-6 (soubor)
- Alena Malá (ed.), Slovník českých a slovenských výtvarných umělců 1950–2002 (VIII. Man – Miž), Výtvarné centrum Chagall, Ostrava 2002, s. 245-246, ISBN 80-86171-13-2
- Pavel Vlček (ed.), Encyklopedie architektů, stavitelů, zedníků a kameníků v Čechách, Praha 2004, s. 422

### Články v tisku (výběr)
- Karel Herain: Metelákovo sklo, Salon 4, 1931
- Josef Raban: Alois Metelák, Tvar č. 9, 1958, s. 266-277
- Josef Raban: Alois Metelák, Literární noviny 14. 12. 1963
- Jaromír Pečírka: Architekt Alois Metelák, Květy, č. 41, 1964
- Arsen Pohribný: Jubileum Aloise Meteláka, Glasrevue č. 8, 1964
- Arsen Pohribný: Iniciátor železnobrodského skla (Čtyřicet let tvorby Aloise Meteláka), Umění a řemesla 1, 1965, s. 31-36
- Antonín Langhamer: Alois Metelák, Glasrevue č. 11, 1967
- Antonín Langhamer: Sedmdesátiny průkopníka českého moderního skla arch. Aloise Meteláka, Sklář a keramik č. 9, 1967
- Alena Adlerová: Jubileum Aloise Meteláka, Umění a řemesla 6, 1967
- O. J. Sekora, Rozhovor a Aloisem Metelákem, Umění a řemesla 3, 1968
- Architekt Alois Metelák, zasloužilý umělec, Zpravodaj vlastivědného kroužku v Litomyšli, roč. IV, č. 9-10, 1969
- Jana Horneková, K tvůrčí práci Aloise Meteláka, Tvar č. 4, 1970
- L. Lammel: Alois Metelák sedmdesátipětiletý, Sklář a keramik č. 8, 1972
- J. Maršíková: Jubilant Alois Metelák, Glasrevue č. 9, 1972
- Antonín Langhamer: Architekt Alois Metelák pětasedmdesátníkem, Noviny Jablonecka č. 37, 1972
- Antonín Langhamer: Alois Metelák osmdesátiletý, Glasrevue 8, 1977
- Alena Adlerová, K jubileu dvou nestorů železnobrodského skla, Umění a řemesla 4, 1977
- Jan Kapusta, Nad rozsáhlým dílem A. Meteláka, Pochodeň 7.10. 1977